# Eosia crenulata
Eosia crenulata är en fjärilsart som beskrevs av Fawcett 1915. Eosia crenulata ingår i släktet Eosia och familjen påfågelsspinnare. Inga underarter finns listade i Catalogue of Life.